# Michal Dlouhý
Michal Dlouhý (ur. 29 września 1968 w Pradze) – czeski aktor. Wychowywał się ze starszym bratem Vladimirem. Jako dziecko pojawił się w filmach reżysera Karola Kachyňy (Miłość między kroplami deszczu, Cukrowa chata), a także został obsadzony w dubbingu. W 1989 roku ukończył Konserwatorium w Pradze.

## Filmografia
- 1976: Lato z kowbojem jako Láďa, brat Honzy
- 1979: Miłość między kroplami deszczu jako Kajda Bursík, dziecko
- 1981: Cukrowa chata jako Ondra
- 1986: Epizod Berlin-West jako Dietel
- 1990: Zkouškové období jako Biceps
- 1991: Żabi król jako  książę
- 1992: Czarni baronowie  jako Fiser
- 2005: Aksamitni mordercy  jako Karel Hrubeš
- 2010: Kajínek jako Lecko
- 2011: Hranaři jako Malý
- 2013: Kandydat jako Jazva